# Kansas City Bomber
Kansas City Bomber és una pel·lícula estatunidenca estrenada el 1972 dirigida per Jerrold Freedman i protagonitzada per Raquel Welch. La pel·lícula és una mirada interior al roller derby, un esport popular sobre patins practicat per dones. Helena Kallianiotes va rebre una nominació al Globus d'Or a la millor actriu secundària per la seva interpretació. El compositor Phil Ochs va escriure una cançó amb el mateix títol de la pel·lícula, però finalment no es va fer servir.

## Repartiment
- Raquel Welch: K.C. Carr
- Kevin McCarthy: Burt Henry
- Helena Kallianiotes: Jackie Burdette
- Norman Alden: Hank Hopkins
- Jeanne Cooper: Entrenador Vivien
- Richard Lane: Locutor TV Jen
- Jodie Foster: Rita